# 道の駅おふく
道の駅おふく（みちのえき おふく）は、山口県美祢市於福町上にある国道316号の道の駅である。
温泉を併設している。

## 施設
- 駐車場：47台
  - 普通車：44台
  - 大型車：3台
  - 身障者用：2台
- トイレ
  - 男：大 3器、小 6器
  - 女：6器
  - 身障者用：2台
- レストラン（10:00 - 20:00）
- 売店
- 日帰り入浴施設「於福温泉」（10:00 - 21:00）
- 休憩所（10:00 - 21:00）
- 体験工房「手作りシャーベット工房」
- 郵便ポスト

季節ごとに種類を変えるほうれん草やトマトなどのシャーベットがある。

## 休館日
- 毎月第2水曜日

## アクセス
- 国道316号 - 登録路線
  - 山口県道341号大嶺於福線
- 美祢線 於福駅

### バス停留所
「道の駅於福」バス停
- 「あんもないと号」（船木鉄道）
  - 美祢駅・美祢市立病院前方面
  - 上宗済方面
  - 三軒屋方面

## 周辺
- 美祢市立於福中学校
- 美祢市立於福小学校
- 於福郵便局
- 山口ニュージーランド村
- 秋芳洞
- 秋吉台
- 厚狭川